# Parafia św. Jana Chrzciciela i św. Barbary w Ulanowie
Parafia pw. Świętego Jana Chrzciciela i Świętej Barbary w Ulanowie – parafia rzymskokatolicka znajdująca się w diecezji sandomierskiej w dekanacie Ulanów. 
Erygowana w 1685. Prowadzą ją księża diecezjalni. Zachowały się akta parafialne od 1784.
Parafia ma kościoły filialne: pw. Trójcy Przenajświętszej w Ulanowie, pw. Maryi Wspomożenia Wiernych w Dąbrowicy oraz kaplicę pw. Niepokalanego Poczęcia NMP w Zwolakach.

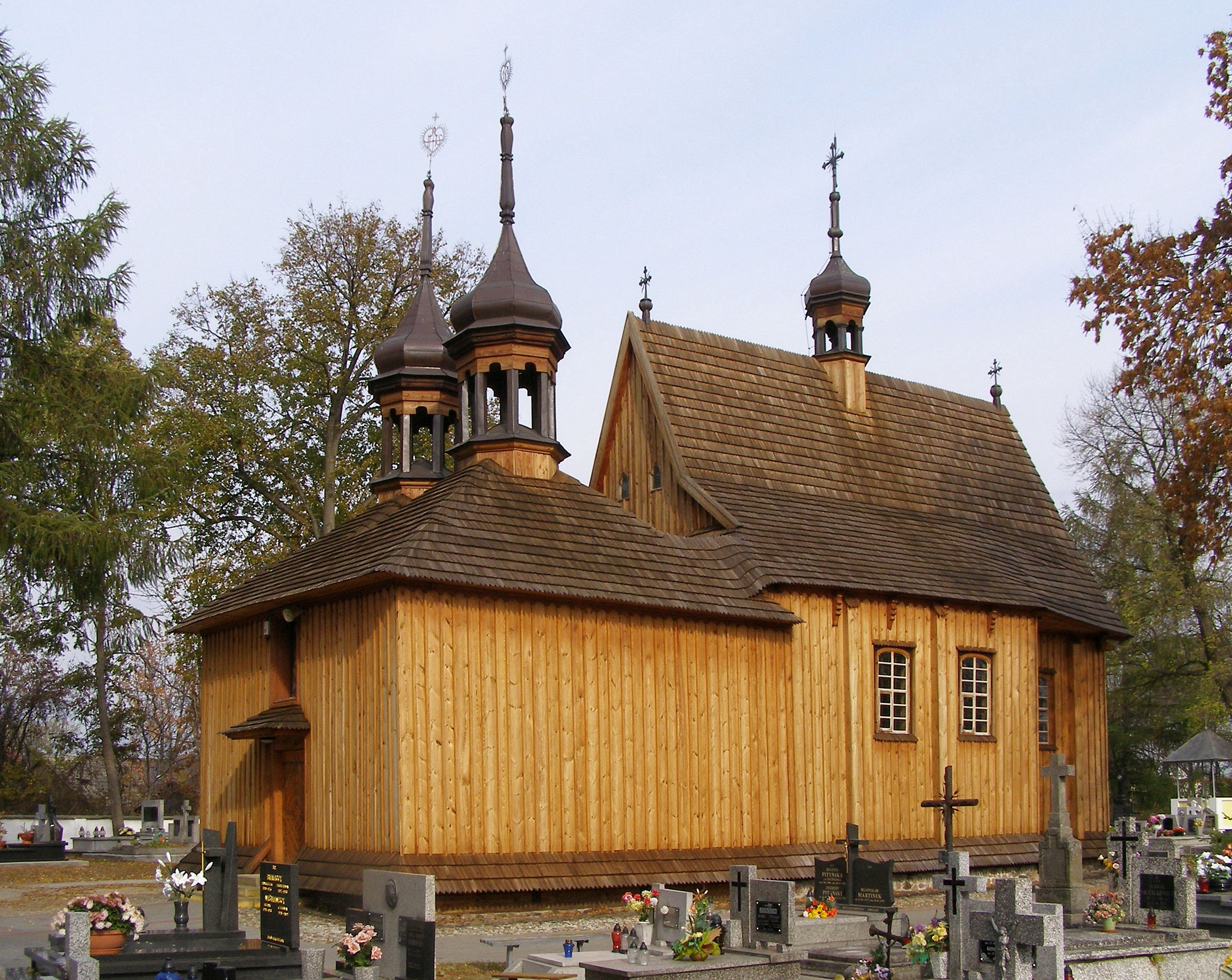
Kościół „flisacki” św. Trójcy
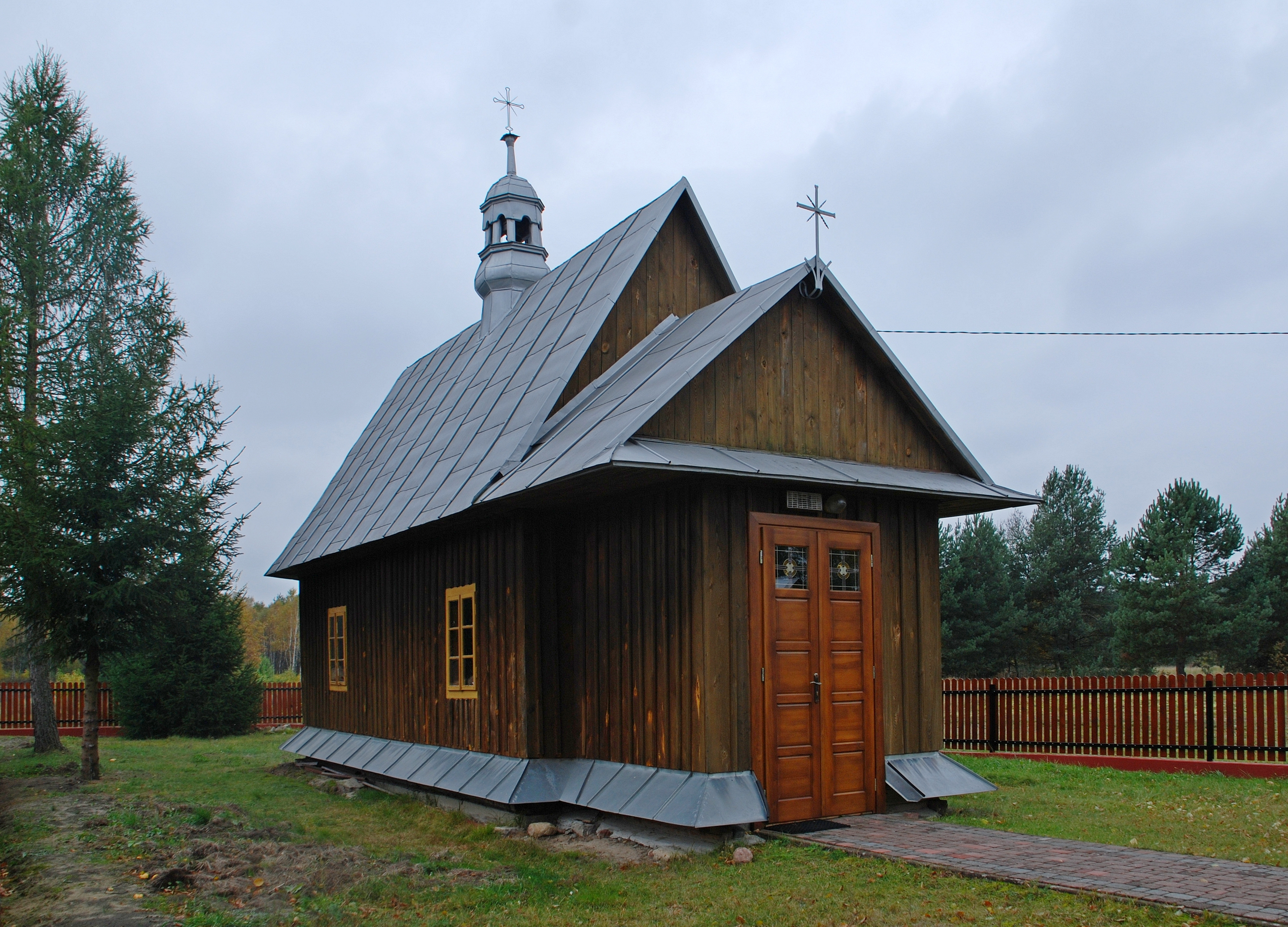
Kaplica w Zwolakach